# 德铁网络
德国铁路网股份公司（德語：DB Netz AG）是德国铁路（Deutsche Bahn AG）的全资子公司，以铁路基建和列车运营为主要任务，占有德国铁路网络约87.5%的份额(2016：33,241公里)。该企业是在德国铁路改革的第二阶段过程中，作为德国铁路的子公司成立。德国铁路网公司总部位于法兰克福，并划分有7大运营区域（Regionalbereiche，RB）。各区域分部的总部分别设在柏林（东区）、法兰克福（中心区）、杜伊斯堡（西区）、汉诺威（北区）、卡尔斯鲁厄（西南区）、莱比锡（东南区）和慕尼黑（南区）。
至2007年12月，当德国铁路重组为涵盖客运、物流和基建的三大品牌时，德铁网络被德铁网群所取代。